# Diane Savereide
Diane Savereide est une joueuse d'échecs américaine née le 25 novembre 1954 à Albuquerque. Cinq fois championne des États-Unis de 1975 à 1984, elle reçut le titre de maître international féminin en 1978.

## Biographie et carrière
Diane Savereide remporta le tournoi du Marshall Chess Club en 1976 et 1977. Elle remporta le championnat des États-Unis en 1975, 1976, 1978, 1981 et 1984. 
Elle participa aux olympiades féminines à six reprises de 1976 à 1988, jouant au premier échiquier de l'équipe des États-Unis de 1976 à 1984 et au deuxième échiquier en 1988.
Elle participa au tournoi interzonal féminin en 1979, 1982 et 1985, finissant cinquième en 1979 avec 11 points marqués en 17 parties.